# Hadena ochracea
Hadena ochracea är en fjärilsart som beskrevs av Huggins 1952. Hadena ochracea ingår i släktet Hadena och familjen nattflyn. Inga underarter finns listade i Catalogue of Life.